# Peter Myndert Dox
Peter Myndert Dox, född 11 september 1813 i Geneva, New York, död 2 april 1891 i Huntsville, Alabama, var en amerikansk politiker (demokrat). Han var ledamot av USA:s representanthus 1869–1873. Dox var dotterson till John Nicholas som hade varit kongressledamot 1793–1801.
År 1869 efterträdde Dox John Benton Callis som kongressledamot och efterträddes 1873 av John Henry Caldwell.
Dox är begravd på Maple Hill Cemetery i Huntsville i Alabama.